# آری بن
آری میکائل بن (۳۰ سپتامبر ۱۹۷۲–۲۵ دسامبر ۲۰۱۹) نویسنده، نمایشنامه‌نویس و هنرمند تجسمی نروژی بود.
بن که تا سال ۱۹۹۶ به نام میکائل بیورشول شناخته می‌شد، با مجموعه داستان‌های کوتاه خود به نام بی‌نهایت غمگین (به [Trist som faen] Error: {{Lang-xx}}: متن دارای نشانه‌گذاری ایتالیک است (راهنما)) که در سال ۱۹۹۹ منتشر شد به موفقیت ادبی زودهنگامی دست یافت. ۱۰۰۰۰۰ نسخه از این کتاب فروخته شد. بن، پس از ازدواج، سه رمان، سه نمایشنامه و یک کتاب در مورد عروسی خود نوشت. او در فعالیت‌های خلاقه و هنری دیگری مانند طراحی مجموعه ظروف چینی به نام «طاووس» نیز مشارکت داشت. در دهه‌های ۲۰۰۰ و ۲۰۱۰ فعالیت‌های اجتماعی و هنر یِ وی در نروژ با واکنش‌های متفاوتی روبرو شد، خود بن تصدیق کرده بود بسیاری از مردم او را «احمق» می‌دانند. بن، از سال ۲۰۱۳ تا زمان مرگش، در حیطهٔ هنرهای تجسمی فعالیت داشت و به سبک نئواکسپرسیونیستی متأثر از ژان میشل باسکیا نقاشی می‌کرد. آثار هنریِ بن (که با عبارت «بسیار روایتگر» توصیف شده‌اند) در سال‌های ۲۰۱۷ و ۲۰۱۸ در نمایشگاه‌های بسیاری در کشورهای مختلف جهان به نمایش گذاشته شد.
بن، از سال ۲۰۰۲ تا ۲۰۱۷، همسر شاهزاده مارتا لوئیز، بزرگترین فرزند شاه هارالد پنجم، بود. بن در طول ازدواج هیچ عنوان و موقعیت ویژه‌ای نداشت و یک شهروند معمولی به حساب می‌آمد.

## فعالیت‌ها
بن از اعضای مؤسس گروهی بود به نام Den Nye Vinen (شراب تازه)، این گروه متشکل بود از جمعی از هنرمندان آنارشیست، از جمله برتراند بیسگیه، هنینگ براتن، و پر هایملی.
بن با اولین مجموعه داستان کوتاه خود با عنوان بی‌نهایت غمگین که در سال ۱۹۹۹ منتشر شد به موفقیت ادبی در نروژ دست یافت. نقدهای مثبتی بر کتاب او نوشته شد و بیش از ۱۰۰۰۰۰ نسخهٔ آن به فروش رفت. شهرت بن به عنوان نویسنده، بیشتر مدیون همین کتاب است. او چهار رمان دیگر نیز پس از آن منتشر کرد که با نقدهای متفاوتی روبه‌رو شد.
بن به همراه همسرش، شاهزاده مارتا، کتابی در مورد عروسی‌شان در سال ۲۰۰۲ نوشت. او در پروژه‌های هنری مختلفی از جمله طراحی یک مجموعه ظروف چینی به نام «طاووس» برای شرکت مگنور گلسورک مشارکت داشت و مدل یک فروشگاه لباس زنجیره‌ای نیز بود.
او مستندهای تلویزیونی نیز می‌ساخت، از جمله مستند مهمی در مورد جنگ افغانستان که در سال ۲۰۰۲ ساخته شد، به نام Øst for krigen – invitert av Taliban.
بن در فیلم‌های کمدی Team Antonsen در سال ۲۰۰۴ و توپ‌های دراز کم‌باد در سال ۲۰۰۶ بازی کرد.
بن نمایشنامه‌نویس‌هم بود. اولین نمایشنامه او با نام ساعت تمرین (به [Treningstimen] Error: {{Lang-xx}}: متن دارای نشانه‌گذاری ایتالیک است (راهنما)) در سال۲۰۱۱ به روی صحنه رفت. اگرچه گزارش شده‌است که در شب افتتاحیه تماشاگران سرِپا نمایش را تشویق کرده‌اند، اما نظر منتقدان دربارهٔ آن یکدست نبوده‌است.
بن، از سال ۲۰۱۳ تا زمان مرگش، نقاشی می‌کرد. نقاشی‌هایش در سبک نئواکسپرسیونیست بود و به گفتهٔ خودش بیش از هر کس از ژان میشل باسکیا الهام گرفته بود. با استانداردهای نروژ، می‌توان گفت بن به عنوان یک نقاش به موفقیت تجاری دست یافته بود. او در سال ۲۰۱۸ نقاشی‌های خود را به قیمت ۵٫۷ میلیون کرون نروژ به فروش رساند. آثار او در سطح بین‌المللی به نمایش درمی‌آمد، از جمله نمایشگاهی به نام بدون مرز: اسکاندیناوی که در سال ۲۰۱۸ در گالری گابا در لس آنجلس به نمایش درآمد. در این نمایشگاه آثار بن در کنار نقاشان اسکاندیناوی میکل پرشبرانت و اسپن ایبورگ قرار گرفت. آثار هنری این سه نفر از سال ۲۰۱۷ در بیش از ۶۰ گالری بین‌المللی نمایش داده شده‌است.
بن در سال ۲۰۱۸، کتاب دوزخ را منتشر کرد که در آن به تفصیل به پیامدهای طلاقش از مارتا و دست و پنجه نرم کردن با مشکلات روانی می‌پردازد.

## ازدواج و خانواده

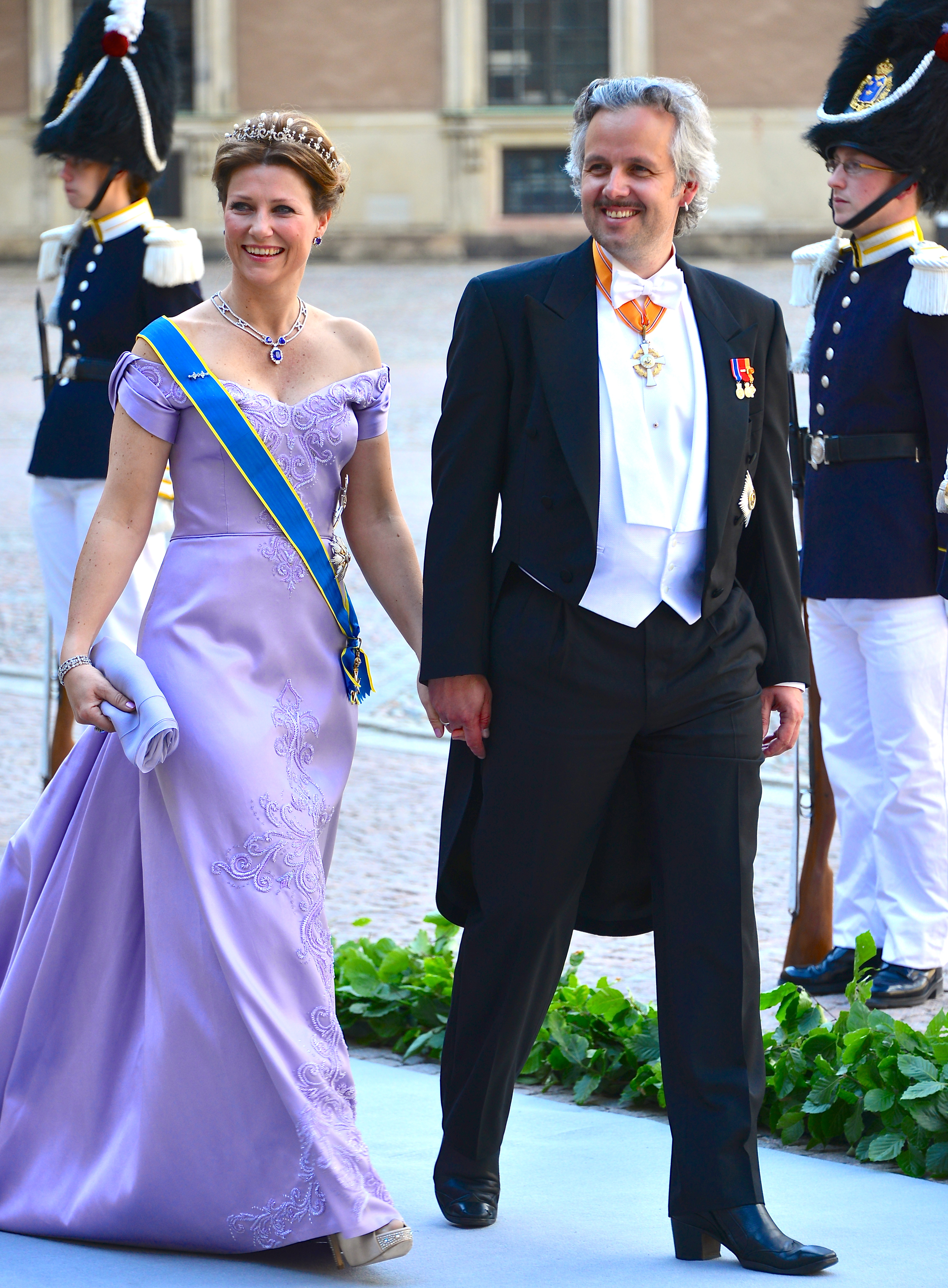
شاهزاده مارتا لوئیز و آری بن در سال ۲۰۱۳ در مراسم عروسی شاهزاده مدلاین سوئد

در ۲۴ مه ۲۰۰۲، بن با پرنسس مارتا لوئیز، فرزند ارشد پادشاه هارالد پنجم نروژ ازدواج کرد. مارتا لوئیز که خود را روشن‌بین توصیف می‌کند صاحب یک مرکز درمان‌های جایگزین به نام Astarte Education/Soulspring است که در نروژ به نام «مدرسه فرشته» ((به نروژی: engleskolen)) شناخته می‌شود. این مرکز مدعی آموزش روش‌های ارتباط با فرشتگان و ارتباط با مردگان است.
همسر بن، در زمان عروسی، پس از برادر کوچکترش، در ردهٔ دوم جانشینی تاج و تخت نروژ قرار داشت. مارتا لوئیز از زمان تولدش در سال ۱۹۷۱ تا سال ۱۹۹۰، به دلیل قوانین نروژ در مورد حق اولویت نخستین فرزند، در صف جانشینی تاج و تخت نروژ قرار نداشت اما از زمان تولد ۲۶مین نفر در صف جانشینی تاج و تخت انگلیس بود.
بن یک شهروند معمولی بود و در طول ازدواج هیچ عنوان یا مقام سلطنتی نداشت و از امتیازات خاصی برخوردار نبود. از سال ۱۸۱۴ در نروژ افراد به گروه اشراف و عوام تقسیم نمی‌شوند، همه شهروندند. بن و مارتا لوئیز سه دختر داشتند که همه آنها نیز شهروندان معمولی هستند: ماد آنجلیکا بن (متولد ۲۰۰۳)، لی ایزادورا بن (متولد ۲۰۰۵) و اما تالولا بن (متولد ۲۰۰۸).
این خانواده مدتی در ایزلینگتون، در شمال لندن، مدتی در نیویورک و سپس در درهٔ لومدالن در نزدیکی اسلو زندگی می‌کردند.
در ۵ اوت ۲۰۱۶، خانوادهٔ سلطنتی اعلام کرد که پرنسس مارتا لوئیز و بن مراحل طلاق خود را آغاز کرده‌اند و قصد دارند حضانت سه دخترشان را مشترکاً بر عهده بگیرند. آنها در سال ۲۰۱۷ طلاق گرفتند.
بن، در زمان مرگ، با وکیلی به نام ابا ریست هیلمن در رابطه بود.

## مرگ

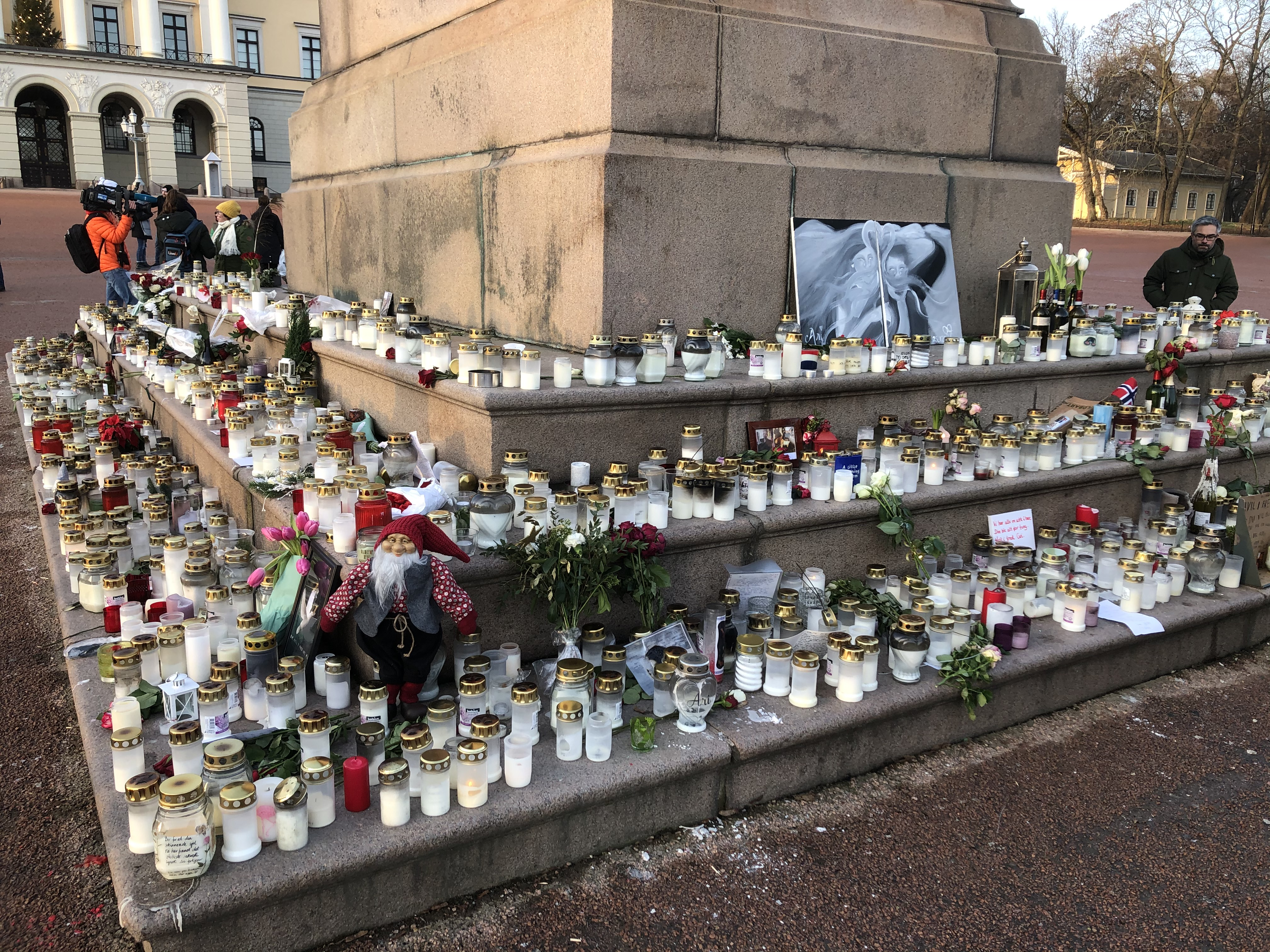
شمع‌ها و گل‌هایی که پس از مرگ آری بن پای مجسمه کارل یوهان قرار داده شد

بن در تاریخ ۲۵ دسامبر ۲۰۱۹ در خانهٔ خود در لومدالن درگذشت. در بیانیه خانوادهٔ وی آمده‌است: بن در اثر خودکشی فوت کرده‌است. او با الکلیسم و مشکلات روحی دست به گریبان بوده‌است. وی در مصاحبه‌ای در سال ۲۰۰۹ گفت که به افسردگی مزمن مبتلاست و احساس تنهایی می‌کند.
بیانیه‌ای که خانوادهٔ سلطنتی نروژ پس از مرگ وی بدون فوت وقت منتشر کردند از سوی منابع، به طرز غیرمعمولی، صریح و روشن خوانده شده‌است. پادشاه هارالد، ملکه سونیا و سایر اعضای خانوادهٔ همسر سابق وی و همچنین خانوادهٔ خود او در بیانیه‌هایی ابراز غم و اندوه کردند. مراسم تشییع جنازه وی در کلیسای جامع اسلو در ۳ ژانویه سال ۲۰۲۰ برگزار شد.
ناشر آری بن اعلام کرد که متن کامل چاپ نشده‌ای از او باقی مانده‌است، کتابی برای کودکان که بن آن را با همکاری دختر ارشد خود ماد آنجلیکا نوشته بود. معلوم نیست که این کتاب منتشر خواهد شد یا خیر.

## افتخارها

### جوایز و افتخارهای ملی
- نروژ: مدال صدمین سالگرد تولد اولاف پنجم نروژ[۳۶][۳۷]
- نروژ: مدال صدمین سالگرد خاندان سلطنتی نروژ
- نروژ: مدال نقره هارالد پنجم نروژ[۳۸][۳۹]

### جوایز و افتخارهای خارجی
- هلند: نشان افتخاری صلیب ستاره‌دار از سوی پادشاهی هلند[۳۶][۳۷]
- سوئد: مدال هفتادمین سالگرد تولد کارل گوستاف شانزدهم سوئد[۴۰]

## کتابشناسی
- بی‌نهایت غمگین، ۱۹۹۹، مجموعه داستان‌های کوتاه، ۹۳ صفحه، شابک ‎۹۷۸۸۲۰۵۲۷۰۶۱۹.
- دل به دل، ۲۰۰۲ با همکاری همسرش مارتا لوئیز، کتابی دربارهٔ عروسی‌شان، شابک ‎۹۷۸۸۲۵۲۵۴۳۷۱۱.
- حیاط خلوت، شابک ‎۹۷۸۸۲۰۵۳۲۶۰۳۳.
- شور و خشم، ۲۰۰۶، یک رومان کلیددار، شابک ‎۹۷۸۸۲۰۲۲۶۵۷۶۲.
- ویوین سوینگ و غیره، ۲۰۰۹، شابک ‎۹۷۸۸۲۰۵۳۷۵۷۸۹.
- استعداد خوشبختی، ۲۰۱۱، مجموعه داستان کوتاه ،۹۶ صفحه، شابک ‎۹۷۸۸۲۰۵۴۲۶۶۸۹.
- ببر در باغ، ۲۰۱۵، مجموعه داستان کوتاه، ۹۶ صفحه، شابک ‎۹۷۸۸۲۰۵۴۲۹۹۰۱.
- دوزخ، ۲۰۱۸، رمان مصور، ۱۱۸ صفحه، شابک ‎۹۷۸۸۲۳۳۸۰۱۵۱۹.